# Artisornis
Artisornis is een geslacht van zangvogels uit de familie Cisticolidae. Net als de soorten uit het geslacht Orthotomus ontlenen deze twee soorten hun naam (snijder = kleermaker) aan de manier waarop ze hun nesten bouwen. De vogels prikken gaatjes in de randen van bladeren en naaien de bladeren aan elkaar met plantenvezels of spinrag. Zo maken ze een soort wiegje dat ze daarna nog vullen met gras. Uit moleculair genetisch onderzoek bleek dat ze niet in het geslacht Orthotomus thuis horen.

## Soorten
Het geslacht kent de volgende soorten:
- Artisornis metopias  – Roodkapsnijdervogel
- Artisornis moreaui  – Moreaus snijdervogel